# Toksykologia teoretyczna
Toksykologia teoretyczna to dział toksykologii zajmujący się definiowaniem podstawowych pojęć oraz opisywaniem trucizn i ich właściwości.
Toksykologia teoretyczna podzielona jest na:
- ogólną - zajmującą się definiowaniem podstawowych pojęć (np. trucizna)
- szczegółową - badającą i opisującą trucizny
- doświadczalną - opracowującą modele badawcze (np. śledzenie drogi trucizn w organizmie)